# ポケットガイガー
ポケットガイガーは、非営利団体ラディエーションウォッチによって開発された、スマートフォン接続型の放射線センサーである。製造はヤグチ電子工業、開発はディメンションズ株式会社が担当している。

## 概要
ポケットガイガーは、非営利団体ラディエーションウォッチによって開発された、手のひらサイズの線量計。東日本大震災の直後、クラウドファンディングサイト「Kickstarter」による資金調達を通じて、世界16ヶ国から、167名の投資者を集めて開発された。
スマートフォンに接続して数分で大気中の放射線量を測定し、データはフェイスブックで利用者と共有することができる。2016年での出荷台数は約5万台。PINフォトダイオードと呼ばれる安価な半導体センサーを採用することで製造コストを抑えている。測定に必要なアプリケーションはApp StoreまたはGoogle Playから無料でダウンロードできるが、iOS向けの高機能バージョン（Pro版）は有料となる。
オープンソースハードウェアの採用により設計情報が無償公開されており、世界中の研究者が研究開発に協力する参加型システム開発のスタイルを採用している。
製造販売は宮城県石巻市にあるヤグチ電子工業が行っており、被災地の雇用確保に貢献している。これまで、高エネルギー加速器研究機構、東京大学、慶應義塾大学、デルフト大学などが実験に参加してきた。
グッドデザイン賞、ドイツのレッドドット・デザイン賞（RedDot Design Award）を受賞している。

## ラインナップ

### 現行機種
ポケットガイガーの現行機種はType4、Type5、Type6の３種類。

#### Type4
iPhone, iPad, iPodなどのiOSデバイスに対応している。接続インタフェースは3.5mmステレオミニプラグ。電源は不要で、デバイス側から音波によって供給されている。

#### Type5
組込み専用モデルであり、ArduinoやPICなどのマイコンに接続する。インタフェースはオープンコレクタのデジタルI/Oを採用しており、Arduino系デバイスとの接続によりIoT/M2Mの実験等に使用することができる。

#### Type6
Androidスマートフォン・タブレットやWindows PCなどに対応している。接続インタフェースはUSBで、Androidとの接続には付属のOTGケーブルを用いる。電源はUSBから供給される。

### 廃盤機種

#### Type1
はんだ付け不要の簡易キットで、カバーは市販のミントキャンディであるFRISKのパッケージを使用する。アルミテープを巻いたり、β線遮蔽シールドとして10円硬貨を利用するなど、およそ線量計を作っているとは思えないようなDIY工程を経て組み立てられる。現在は販売されていない。

#### Type2
Type1ではDIYで組み立てたのに対して、Type2は完成品となっている。乾電池が不要で、電源はスマートフォン側から供給される。振動ノイズに弱いため、歩きながら測定するとよるエラーが表示されることがあった。なお、現在は販売されていない。

#### Type3
iPhoneやiPod、iPadだけではなく、Android端末にも対応している。コンパレータ回路を内蔵することで、検出の効率が向上した。なお、補助電源として、9V電池が必要となる。現在は販売されていない。